# 通信工学

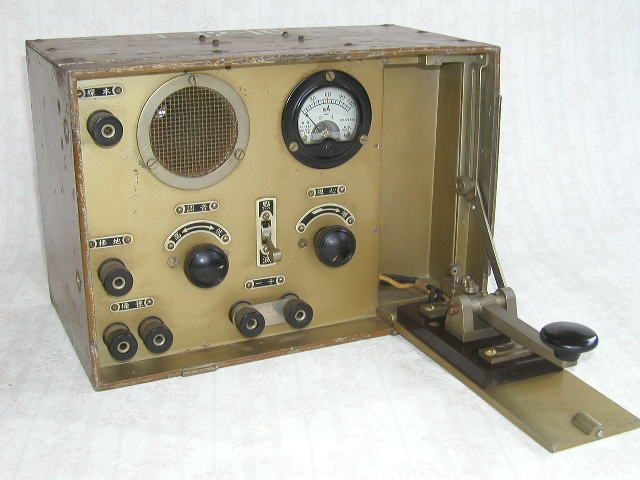
電信機

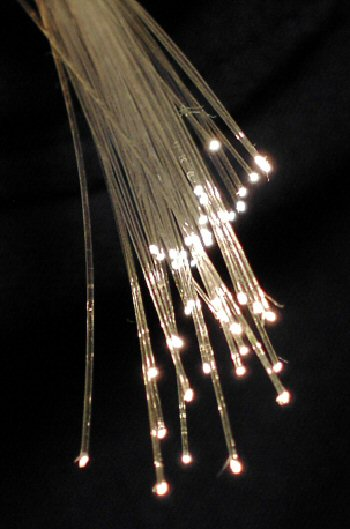
光ファイバー

通信工学（つうしんこうがく）は、情報の通信方式・符号化方式、通信に関する機器・運用方式などを扱う工学である。

## 基本的な概念
- 送信機
- 受信機
- 有線通信
- 無線通信